# Aksana Miankova
Aksana Miankova (28 de marzo de 1982 en Krichev, Bielorrusia) es una atleta bielorrusa especialista en lanzamiento de martillo, que bajo los efectos de dopaje se proclamó campeona olímpica en los Juegos de Pekín 2008 batiendo el récord olímpico con 76,34 m. Tiempo después en el año 2016 su récord y triunfo fueron anulados al descubrir que estaba dopada. Se trata de una atleta que ni antes ni después de los Juegos Olímpicos tuvo grandes resultados deportivos .
En realidad la Campeona Olímpica de Pekín 2008 es la martillista cubana Gipsi Moreno. Tal reconocimiento se oficializó en 2016, después que la atleta bielorrusa Aksana Miankova fuera descalificada por la IAAF por uso de sustancias detectado en una muestra de control antidopaje.
Su marca personal es de 77,32 m, conseguida en Minsk el 29 de junio de 2008, que es la tercera mejor marca mundial de la historia.
- Datos: Q232778
- Multimedia: Aksana Miankova / Q232778